# Аскона
Аско́на (итал. Ascona) — коммуна на юге Швейцарии. Расположена в италоязычном кантоне Тичино.

## Общие данные
Аскона находится на юго-востоке Швейцарии, в районе Изоле округа Локарно, в кантоне Тичино. Площадь города — 4,97 км². Численность населения составляет 5488 человек (на декабрь 2009). Курорт. Население в подавляющем большинстве — италошвейцарцы.

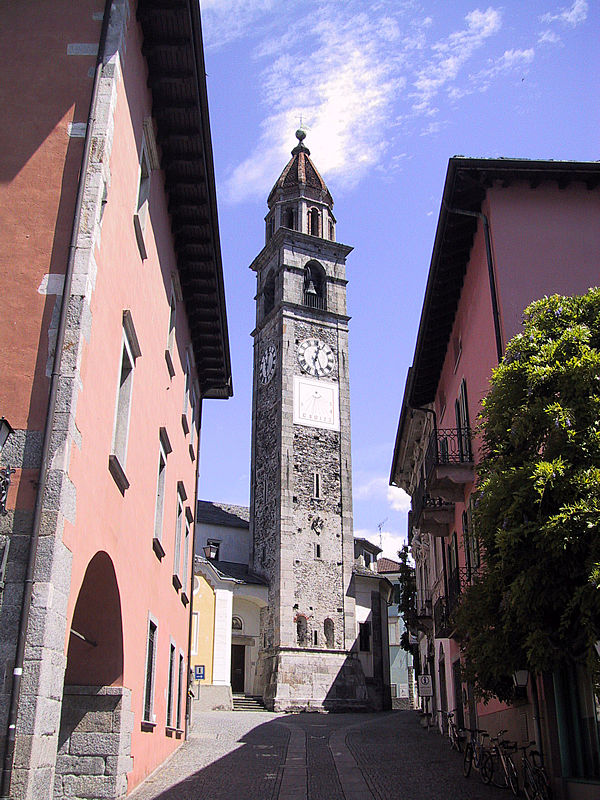
Собор Сан Пьетро и Паоло

## География и культура
Аскона лежит на северо-западном побережье озера Лаго-Маджоре, близ устья реки Маджа, в непосредственной близости от границы с Италией. Находится на высоте 196 метров над уровнем моря.
В первой половине XX столетия холм Монте Верита, на котором находится Аскона, играл в культурной жизни Европы особую роль. Здесь собирались со всех концов континента и из Америки утописты и различного рода «улучшатели мира», держались речи, читались лекции и высказывались идеи об установлении на планете царства любви, свободы, вегетарианства и общественной собственности. Особенно активны были анархисты.
Ежегодно в Асконе летом проходит знаменитый «Ново-орлеанский» джазовый фестиваль.
В 1980-е годы под холмом Монте Верита был проложен автомобильный туннель, чтобы уберечь старинный центр Асконы от многочисленного транзитного и туристического автотранспорта.

## Достопримечательности
- Кафедральный собор Сан Пьетро и Паоло (нач. XVII века)
- Церковь Санта Мария делла Мизерикордия (нач. XVI века)
- Папский коллеж (1602)
- Развалины замка Сан Матерно